# Calzadilla de Los Barros
Calzadilla de Los Barros är en ort i Spanien.   Den ligger i provinsen Provincia de Badajoz och regionen Extremadura, i den sydvästra delen av landet, 300 km sydväst om huvudstaden Madrid. Calzadilla de Los Barros ligger 559 meter över havet och antalet invånare är 870.
Terrängen runt Calzadilla de Los Barros är platt. Runt Calzadilla de Los Barros är det glesbefolkat, med 18 invånare per kvadratkilometer. Närmaste större samhälle är Zafra, 15,6 km nordväst om Calzadilla de Los Barros. Trakten runt Calzadilla de Los Barros består till största delen av jordbruksmark.